# Ivan Schwebel

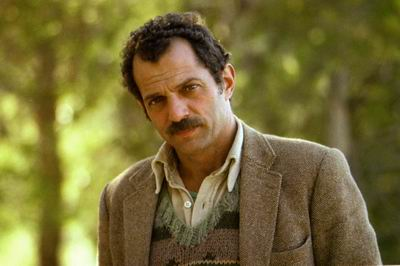
Ivan Schwebel

Ivan Schwebel (în ebraică:איוון שוובל, n.1932 Morgentown, Virginia de Vest - 13 iulie 2011 Ierusalim) a fost un pictor și sculptor israelian, evreu originar din Statele Unite ale Americii

## Biografie
Schwebel s-a născut la Morgentown în Virginia de vest, în S.U.A., într-o familie de evrei ortodocși. A crescut în Georgia și apoi în cartierul Bronx din New York. Părinții săi s-au despărțit înca din copilărie și Schwebel  a trebuit să muncească de copil și a învățat teatru. A început să picteze ca autodidact în timpul serviciului militar in armata americană (1953-1955), pe care l-a efectuat în Japonia în zilele Războiului din Coreea.  A studiat apoi pictura la Kyoto cu artistul Zen  Kimoru Kiwan, iar mai târziu la facultatea de istoria artei a Universității New York. În anii 1961-1962 a făcut o călătorie prin Europa.
În anul 1963 a emigrat în Israel și s-a stabilit într-o casă de piatră părăsită din fostul sat Ein Karem, azi cartier al Ierusalimului, pe care a renovat-o singur și unde a trăit până în ultima zi. 
În anul 1977 Schwebel a pictat niște fresce mari pe zidul exterior al Palatului Culturii din Tel Aviv (Heikhal Hatarbut).
În anii 1980 a închiriat un studio de pictură la Tel Aviv și a pictat imagini din acest oraș.
Schwebel a început să fie cunoscut la finele anilor 1970 și începutul anilor 1980  prin mai multe serii de picturi tematice:
„Cartea Samuel” care s-a ocupat de simboluri biblice de pe străzile Ierusalimului, apoi seria "Stele de cinema", și apoi 
„De la izgonirea din Spania la Soluția finală” care s-a ocupat de problematica Holocaustului și a fost expusă la un muzeu în Spania.

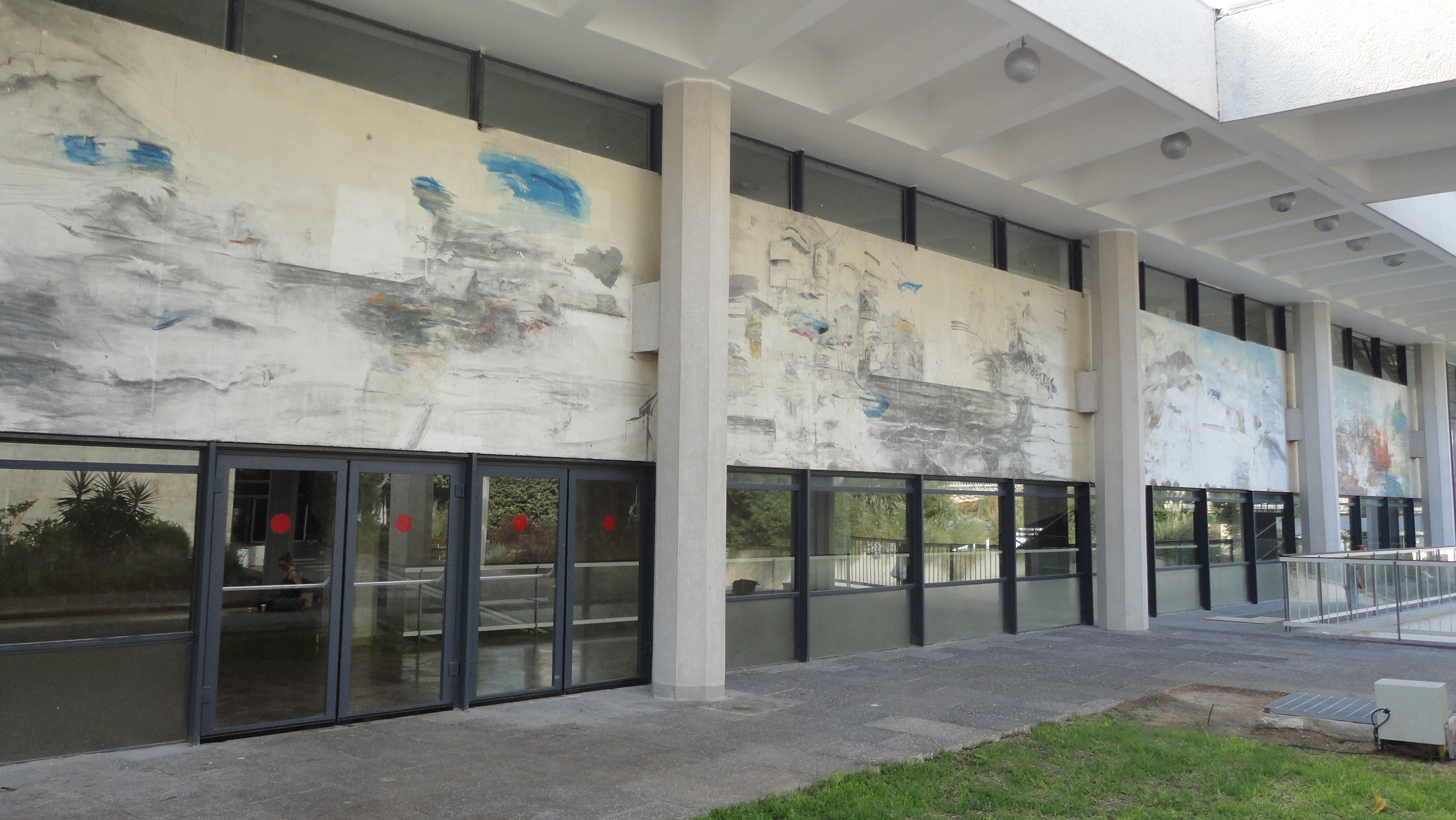
Picturi murale pe zidurile Palatului Culturii din Tel Aviv, din anii 1970

În ultimii ani de viață Schwebel a lucrat mai ales la portrete și la seria intitulată „The Inescapable pe străzile Tel Avivului” , a creat o serie de autoportrete și peisaje inspirate de regiunea Nahal Sorek.    
Schwebel a murit subit la vârsta de 79 ani în iulie 2011 în timpul unei plimbări cotidiene în Eyn Kerem. A fost înmormântat printr-o ceremonie nereligioasă la cimitirul din Kiryat Anavim.
El a fost căsătorit cu Edva și a fost tatăl a cinci copii.

## Stilul
Stilul lui Schwebel îmbină un expresionism moderat cu influențe din Pop Art-ul american.